# Csehszlovákia az 1932. évi téli olimpiai játékokon
Csehszlovákia az egyesült államokbeli Lake Placidben megrendezett 1932. évi téli olimpiai játékok egyik részt vevő nemzete volt. Az országot az olimpián 4 sportágban 6 sportoló képviselte, akik érmet nem szereztek.

## Északi összetett
| Versenyző          | Sífutás | Sífutás | Sífutás | Síugrás  | Síugrás  | Síugrás  | Síugrás  | Síugrás | Síugrás | Összesítés | Összesítés |
| Versenyző          | Sífutás | Sífutás | Sífutás | 1. ugrás | 1. ugrás | 2. ugrás | 2. ugrás | Össz.   | Össz.   | Összesítés | Összesítés |
| Versenyző          | Idő     | Pont    | Hely.   | Távolság | Pont     | Távolság | Pont     | Pont    | Hely.   | Pont       | Helyezés   |
| ------------------ | ------- | ------- | ------- | -------- | -------- | -------- | -------- | ------- | ------- | ---------- | ---------- |
| Antonín Bartoň     | 1:33:39 | 208,5   | 6.      | 47,5     | 96,2     | 45,5     | 92,4     | 188,6   | 19.     | 397,10     | 6.         |
| Ján Cífka          | 1:38:24 | 186,0   | 11.     | 43,0     | 86,8     | 49,0     | 94,4     | 181,2   | 23.     | 367,20     | 11.        |
| Jaroslav Feistauer | 1:37:55 | 189,0   | 9.      | 46,0     | 86,2     | 38,5     | 86,4     | 172,6   | 24.     | 361,60     | 13.        |
| František Šimůnek  | 1:39:58 | 178,5   | 14.     | 50,0     | 97,3     | 51,5     | 99,5     | 196,8   | 15.     | 375,30     | 8.         |

## Műkorcsolya
| Versenyző      | Versenyszám  | Kötelező elemek   | Kötelező elemek | Kűr               | Kűr   | Összesítés                     | Összesítés                     | Összesítés                     | Összesítés                     | Összesítés                     | Összesítés                     | Összesítés                     | Összesítés        | Összesítés  | Összesítés | Összesítés |
| Versenyző      | Versenyszám  | Kötelező elemek   | Kötelező elemek | Kűr               | Kűr   | Helyezési pontszámok bírónként | Helyezési pontszámok bírónként | Helyezési pontszámok bírónként | Helyezési pontszámok bírónként | Helyezési pontszámok bírónként | Helyezési pontszámok bírónként | Helyezési pontszámok bírónként | Több. hely. száma | Hely. össz. | Pont       | Helyezés   |
| Versenyző      | Versenyszám  | Több. hely. száma | Hely.           | Több. hely. száma | Hely. | 1                              | 2                              | 3                              | 4                              | 5                              | 6                              | 7                              | Több. hely. száma | Hely. össz. | Pont       | Helyezés   |
| -------------- | ------------ | ----------------- | --------------- | ----------------- | ----- | ------------------------------ | ------------------------------ | ------------------------------ | ------------------------------ | ------------------------------ | ------------------------------ | ------------------------------ | ----------------- | ----------- | ---------- | ---------- |
| Walther Langer | Férfi egyéni | 5×9+              | 9.              | 5×11+             | 11.   | 10,0                           | 11,0                           | 10,0                           | 10,0                           | 7,0                            | 12,0                           | 9,0                            | 5×10+             | 69,0        | 1964,3     | 10.        |

## Sífutás
| Versenyző          | Versenyszám | Eredmény | Helyezés |
| ------------------ | ----------- | -------- | -------- |
| Antonín Bartoň     | 18 km       | 1:33:39  | 16.      |
| Antonín Bartoň     | 50 km       | 4:52:24  | 10.      |
| Ján Cífka          | 18 km       | 1:38:24  | 22.      |
| Ján Cífka          | 50 km       | 5:01:50  | 14.      |
| Jaroslav Feistauer | 18 km       | 1:37:55  | 20.      |
| Jaroslav Feistauer | 50 km       | 5:00:19  | 13.      |
| Vladimír Novák     | 18 km       | 1:32:59  | 14.      |
| Vladimír Novák     | 50 km       | 4:52:44  | 11.      |

## Síugrás
| Versenyző          | 1. ugrás | 1. ugrás | 1. ugrás | 2. ugrás | 2. ugrás | 2. ugrás | Összesítés | Összesítés |
| Versenyző          | Távolság | Pont     | Hely.    | Távolság | Pont     | Hely.    | Pont       | Helyezés   |
| ------------------ | -------- | -------- | -------- | -------- | -------- | -------- | ---------- | ---------- |
| Antonín Bartoň     | 47,0     | 88,0     | 23.      | 58,0     | 98,1     | 15.      | 186,1      | 21.        |
| Ján Cífka          | 47,0     | 84,0     | 25.      | 51,0     | 88,5     | 25.      | 172,5      | 24.        |
| Jaroslav Feistauer | 47,0     | 81,0     | 27.      | 41,0     | 82,0     | 28.      | 163,0      | 26.        |
| František Šimůnek  | 48,0     | 87,4     | 24.      | 55,5     | 95,8     | 18.      | 183,2      | 23.        |